# Římskokatolická farnost Dlouhá Ves
Římskokatolická farnost Dlouhá Ves je zaniklým územním společenstvím římských katolíků v rámci sušicko-nepomuckého vikariátu českobudějovické diecéze. Farnost zanikla k 31. prosinci 2019, jejím právním nástupcem je farnost Mouřenec.

## O farnosti

### Historie
Roku 1368 byla v Dlouhé Vsi zřízena plebánie a byl zde postaven kostel. Později zanikla a ves byla přifařena nejprve k Sušici, následně k Mouřenci. Kostel byl barokně upraven počátkem 18. století. Roku 1788 zřízena lokálie, povýšená roku 1854 na samostatnou farnost. V pozdější době byl zrušen hřbitov kolem kostela.

### Současnost
Bývalá farnost Dlouhá Ves je od 1. ledna 2020 součástí  farnosti Mouřenec. Od 1. července 2013 byl administrátorem excurrendo R. D. Václav Hes, který byl později vystřídán R. D. Markem Donnerstagem. Od 15. července 2019 je administrátorem ex currendo R. D. Ing. Mgr. Jan Kulhánek.
| Kostel                     | Místo      | Bohoslužba | Bohoslužba | Poznámka        |
| -------------------------- | ---------- | ---------- | ---------- | --------------- |
| Kostel sv. Filipa a Jakuba | Dlouhá Ves | sobota     | 16.30      | filiální kostel |